# Microsphaera berberidis
Microsphaera berberidis är en svampart som först beskrevs av Augustin Pyrame de Candolle, och fick sitt nu gällande namn av Joseph-Henri Léveillé 1851. Microsphaera berberidis ingår i släktet Microsphaera och familjen Erysiphaceae.  Arten är reproducerande i Sverige. Inga underarter finns listade i Catalogue of Life.